# Mirax africana
Mirax africana är en stekelart som beskrevs av Charles Thomas Brues 1926. Mirax africana ingår i släktet Mirax och familjen bracksteklar. Inga underarter finns listade i Catalogue of Life.